# Palakkad (huyện)
Huyện Palakkad là một huyện thuộc bang Kerala, Ấn Độ. Thủ phủ huyện Palakkad đóng ở Palakkad. Huyện Palakkad có diện tích 4480 ki lô mét vuông. Đến thời điểm năm 2001, huyện Palakkad có dân số 2617072 người.